# Xysticus lepnevae
Xysticus lepnevae is een spinnensoort uit de familie van de krabspinnen (Thomisidae).
De wetenschappelijke naam van de soort werd in 1968 gepubliceerd door Aleksander Stepanovich Utochkin.